# Jampel Lobsang
| Tibetische Bezeichnung                    |
| ----------------------------------------- |
| Wylie-Transliteration: jam dpal blo bzang |
| Chinesische Bezeichnung                   |
| Vereinfacht: 多吉扎•江白洛桑              |
| Pinyin:Duoji Zha Jiangbai Luosang         |

Dorje Drag Jampel Lobsang (tib. jam dpal blo bzang; geb. 1937) ist der 10. Dorje Drag Rigdzin Chenmo und ein hoher chinesischer Politiker, der zahlreiche Ämter bekleidet.
Die Inkarnationsreihe der Dorje Drag Rinpoches gilt als eine der höchsten Inkarnationsreihen der Nyingma-Tradition.
Jampel Lobsang ist Vizevorsitzender der Politischen Konsultativkonferenz des Autonomen Gebiets Tibet.
Er ist stellvertretender Vorsitzender der Chinesischen Buddhistischen Gesellschaft.